# Sárdi János (kékfestő mester)
Sárdi János (Mohács, 1920. június 3. – Nagynyárád, 2017. május 7.) kékfestő mester, népi iparművész, a népművészet mestere, a nagynyárádi kékfestő műhely megalapítója.

## Életpályája
Földműves családba született, bár édesapja órásmester volt. A kékfestő mesterséget Bólyon tanult Auth Rezsőnél 1933 és 1936 között, ezt követően Újpesten Nagy Józsefnél kelme- és fonalfestést, illetve a vegytisztítást. A mestervizsgát 1946-ban tette le. Ezt követően 1947-től saját műhelyében, Nagynyárádon kezdte el mesterségét űzni és árusítani termékeit. Gazdag mintakészlete volt, egyedülállónak volt tekinthető a régi nyomódúcokból álló gyűjteménye, amit saját készítésű mintákkal bővített. Munkássága során, amely a magyarországi németek számára is fontos, számos kiállításon állították ki munkáit, 1983-ban Pápa önálló kiállítása volt. Munkássága előtti tiszteletadásként rendezik meg 1999 óta Nagynyárádon az Országos Kékfestő Fesztivált. Műhelyét fia, ifj. Sárdi János vette át.

## Díjai, elismerései
- Arany Kisiparos (1979)
- Kiváló Népművész (1985)
- a népművészet mestere (1988)
- Baranyai Művészeti Díj (1994)
- Németségért Arany Dísztű (2013)
- A Magyar Érdemrend lovagkeresztje (2015)